# Justin Tuck
Justin Lee Tuck (nascido em 29 de março de 1983) é um ex jogador de futebol americano que atuava na posição de defensive end. Ele jogou futebol americano universitário pela Universidade de Notre Dame e foi draftado pelo New York Giants da National Football League (NFL), ganhando dois títulos de Super Bowl, ambos sobre o New England Patriots. Ele também jogou pelo Oakland Raiders. Tuck retornou para a faculdade após sua aposentadoria e se formou na Wharton School, da Universidade da Pensilvânia, com um MBA em 2018.